# Protesta contra Miss Amèrica
La protesta de Miss Amèrica va ser una manifestació al passeig marítim d'Atlantic City, celebrada durant el concurs de Miss Amèrica del 1969 (7 de setembre de 1968), a la qual van assistir al voltant de 400 feministes, a més de grups defensors dels drets civils. La protesta va ser organitzada pel grup New York Radical Women i va tenir com a acte simbòlic la instal·lació del Cubell d'Escombraries de la Llibertat (Freedom trash can) on es van llençar productes d'higiene femenins, a més d'olles, pestanyes postisses, pals de fregar, sostenidors i altres articles. Paral·lalemente dins de la sala del concurs, es va desplegar una gran pancarta amb la frase "Alliberament de les Dones", aconseguint així, l'atenció dels mitjans de comunicació de tot el món i especialment als Estats Units cap al Moviment d'Alliberament de la Dona.
La reportera Lindsy Van Gelder va fer una analogia en el seu reportatge entre les manifestants feministes que van llançar sostenidors en el cubell d'escombraries i els manifestants de la Guerra del Vietnam que van cremar les seves targetes de reclutament. Es va publicar sota el titular La crema de sostenidors i Miss América (Bra-Burners and Miss Amèrica). Així la frase 'la crema de sostenidors' es va associar erròniament i permanentment a l'esdeveniment i es va convertir en una consigna feminista.

## Orígens
New York Radical Women era un grup que havia estat actiu en el moviment pels drets civils, la Nova Esquerra i els moviments contra la guerra. El grup va ser creat el 1967 per la exestrella infantil de televisió Robin Morgan, Carol Hanisch, Shulamith Firestone i Pam Allen les quals buscaven una forma de donar a conèixer el seu moviment.
Carol Hanisch va dir que va tenir la idea, després que el grup, incloent-hi Kathie Sarachild, Rosalyn Baxandall, Alix Kates Shulman, Patricia Mainardi, Irene Peslikis i Ellen Willis, van veure una pel·lícula que mostrava com els estàndards de bellesa oprimien les dones i s'hi incloïen imatges d'una desfilada de Miss América en vestit de bany. "Em va fer pensar que protestar contra la desfilada podria ser una bonamanera de fer arribar el moviment a la consciència pública". "Perquè fins a aquest moment, no havíem fet moltes accions encara. Érem un moviment molt petit. Va ser alguna cosa molt atrevida de fer. Miss América era comparable a la icona de l'Amèrican pie (pastís de poma). Qui s'atreviria a criticar-ho?  El grup va decidir incorporar les tècniques utilitzades amb èxit pel moviment de drets civils i adaptar-les a la nova idea de l'alliberament de la dona.

## Manifestació
El 7 de setembre de 1968, al voltant de 400 feministes de les ciutats Nova York, Boston, i Detroit, i dels Estats de Nova Jersey i Florida   es van reunir en el passeig marítim d'Atlantic City, fora de l'edifici on tenia lloc el concurs de Miss Amèrica, per protestar contra el que van anomenar "el degradant símbol de Dona Imbècil amb Pits" i les normatives de bellesa de la societat nord-Amèricana. Van desfilar amb pancartes, van repartir pamflets i van coronar una ovella viva, tot comparant el concurs de bellesa amb les competicions de bestiar en les fires del comtat.
També van llençar simbòlicament una sèrie de productes femenins al Cubell d'Escombraries de la Llibertat que incloïa pals de fregar, olles i paelles, exemplars de les revistes Cosmopolitan i Playboy,  pestanyes postisses, sabates de taló alt, rulons, laca per al cabell, maquillatge, faixes, cotilles i sostenidors; objectes que les manifestants van anomenar "instruments de tortura femenina" i accessoris que es percebien com a feminitat forçada. Les manifestants veian el concurs i els seus símbols com a opressors de les dones. posant l'accent en un estàndard de bellesa arbitrari. Estaven en contra de l'etiquetatge, el culte i l'explotació de la "noia més bella d'Amèrica".

### No més Miss Amèrica!
Robin Morgan, va redactar el pamflet 'No Més Miss Amèrica!' (No More Miss Amèrica)  en el qual s'animava a les dones a què "reclamessin els seus propis cossos",  enumerant deu característiques d'aquest concurs que degradaven les dones. enumerant deu característiques d'aquests concurs que degradaven les dones.
1. El degradant símbol de Dona Imbècil amb Pits
2. Racisme amb roses
3. Miss Amèrica com a mascota de la mort militar
4. El joc de l'engany al consumidor
5. Competició trucades i sense regles
6. La dona com a tema obsolescent de la cultura pop
7. La imbatible combinació de Madonna-Puta
8. La corona irrellevant en el tron de la mediocritat
9. Miss América era comparable al somni de --?
10. Miss América com la Germana Gran que et vigila

Les concursants personificaven el degradant símbol de 'Dona Imbècil amb Pits', ja que la desfilada de la passarel·la era comparable a una fira de bestiar, on es jutjava els animals per la dentadura, el pèl, etc., i on el millor exemplar rebia el llaç blau. Des de l'inici del concurs eln 1921, només havien estat acceptades concursants caucàsiques com a finalistes, per la qual cosa l'autora ridiculitzava el concurs com a 'Racisme amb roses'. 'Miss Amèrica com a mascota de la mort militar' criticava la gira que feia la guanyadora per donar suport a les tropes en països estrangers, personificant la "feminitat Amèricana patriòtica i sense taca per la qual els nostres nois estan lluitant".
Miss Amèrica era un producte comercial per als patrocinadors del concurs, convertint-la en una part principal de 'El joc de l'engany al consumidor' Es deplorava la malaltia competitiva de 'guanyar o no ets ningú' (win-or-you're-worthless) que va descriure com a 'Competició trucada i sense regles'. Es criticava 'La dona com a tema obsolescent de la cultura pop', que es descrivia com la promoció de dones joves, atractives i mal·leables, però que amb la selecció d'una nova guanyadora cada any, quedaven descartades.
Es comparava la desfilada amb la pàgina central de Playboy descrivint-lo com 'La imbatible combinació de Madonna-Puta'. S'acusava el concurs d'encoratjar a les dones a ser inofensives, insulses i apolítiques, i s'ignoraven característiques com la personalitat, l'eloqüència, la intel·ligència i el compromís. Ho van cridar "La corona irrellevant en el tron de la mediocritat". El certamen de "Miss Amèrica era comparable al somni de --? ", aconseguir ser Miss es posicionava com el penúltim objectiu de cada nena, mentre que els nens havien de créixer i convertir-se en presidents dels Estats Units. Els homes eren jutjats per les seves accions, les dones per la seva aparença.
Morgan va escriure que el concurs intententava controlar el pensament, creant la il·lusió de "Miss Amèrica com la Germana Gran que et vigila". intentant esclavitzar a les dones amb talons alts, en rols d'inferioritat i inculcar valors en les joves de les dones com a animals de compres."No més Miss Amèrica!" va ser el primer fullet públic de l'època, a compartir els ideals del moviment; aquestes denúncies sobre el concurs van descriure i van predir nombrosos problemes que les dones haurien de superar en la batalla per la igualtat.

### Protesta dins del concurs
A més de llençar els articles al cubell d'escombraries i de distribuir planfets, quatre manifestants, entre elles Kathie Sarachild i Carol Hanisch, van comprar entrades i van entrar a la sala del concurs i mentre la Miss sortint de 1968, Debra Barnes Snodgrass, estava donant el seu discurs de comiat, aquestes dones van desplegar una pancarta que deia "Alliberament de les Dones" i van començar a cridar "alliberament de les dones!" i "No més Miss Amèrica!' abans que la policia les detingués, Mentre que les càmeres de televisió en l'esdeveniment no les mostraven, els diaris de tot el país van cobrir la protesta. Sarachild va comentar 'Crec que va fer que la frase 'alliberament de les dones' es convertís en un eslògan popular". La Miss Amèrica sortint  va dir que les manifestants estaven disminuint l'ardu treball de milers de competidores que assistien a l'escola i havien fet un gran esforç per desenvolupar els seus talents.

### Origen de la 'Crema de sostenidors'
L'ús simbòlic d'un cubell d'escombraries per desfer-se d'objectes femenins va captar l'atenció dels mitjans. L'organitzadora de la protesta, Carol Hanisch, va dir que tenien intenció de cremar el cubell, però el departament de policia no ho va permetre. El reportatge de Lindsy Van Gelder en el New York Post amb el titular La crema de sostenidors i Miss Amèrica traçava una analogia entre la protesta feminista i els manifestants de la Guerra del Vietnam que van cremar les seves targetes de reclutament. Alhora una notícia en un diari local l'Atlantic City Press va informar erròniament que "els sostenidors, faixes, farciments, rulons i còpies de revistes femenines es van cremar en un Cubell d'Escombraries de la Libertat. Les persones que estaven presents van dir que ningú va cremar un sostenidor, ni que ningú es va treure el sostenidor, no obstant això, la frase es va convertir en el tema principal i es va associar ràpidament amb les dones que van optar per anar sense sostenidor. Aquesta idea va ser reforçada per feministes com Germaine Greer qui poc després de convertir-se en membre del Newnham College per a dones el 1962, va sorprendre amb la seva condemna als sostenidors en un esdeveniment universitari.
| « | Germaine explicava que no podia haver-hi alliberament per a les dones, per molt educades que fugien, sempre que tinguéssim que posar els nostres senos en sostres construïts com mini[Vesubi]s, dos cons amb voladis cosits que no tenien res a veure amb l'anatomia femenina. La molèstia voluntàriament soferta del sostenidor dels anys seixanta, opinava enèrgicament, era un horrible símbol de l'opressió masculina ... [Ens vam quedar] parades davant la sola idea que una dona pogués parlar tan fort i fora de torn i que paraules com "sostenidor" i " pits "-o tal vegada ella va dir "mamelles"-es poguessin pronunciar- enmig de la solemnitat pseudo-masculina d'un sopar universitari. | » |

### Precedent històric
La Crema de sostenidors es va fer ressò d'una expressió usada anteriorment per feminista que van demanar cremar cotilles com un pas cap a alliberament. En 1873 Elizabeth Stuart Phelps Ward va escriure:
| «                  | «La crema de les cotilles! ... No, no guardis les barbes de balena, mai més les necessitaràs. Fes una foguera dels cruels acers que t'han dominat el tòrax i l'abdomen durant tants anys i dona un sospir d'alleujament, la teva emancipació, t'asseguro, que ha començat des d'aquest moment. | » |
| — Elisabeth Phelps | |   |

### Reacció en contra
L'autora i feminista Bonnie J. Dow va suggerir que l'associació entre el feminisme i la crema de sostenidors era encoratjada per individus que s'oposaven al moviment feminista, va crear una imatge que les dones realment no buscaven alliberar-se del sexisme, sinó que tractaven d'afirmar-se com a éssers sexuals. Això podria portar a creure, com va escriure en el seu article Feminisme, Miss Amèrica i Mitologia dels mitjans (Feminism, Miss Amèrica, and Mitjana Mythology) que les dones simplement volien estar "de moda i atreure els homes."
Les dones associades amb un acte com cremar simbòlicament el seu sostenidor poden ser vistes per alguns com a radicals que trenquen la llei, ansioses per commocionar al públic. Aquesta visió pot haver recolzat els esforços dels opositors al feminisme i el seu desig d'invalidar el moviment. Algunes activistes feministes van creure que els antifeministes van utilitzar el mite de la crema de sostenidors i el tema d'anar sense sostenidor per trivialitzar el que els manifestants intentaven aconseguir aquest dia i el moviment feminista en general.

## Llegat
Un documental de sis minuts, Up Against the Wall Miss Amèrica (1968), recull aquesta protesta de Miss Amèrica.<
La manifestació va ser en gran part responsable de fer arribar el moviment d'alliberament de les dones a la consciència nacional nord-Amèricana. L'esdeveniment "va marcar el final de la foscor del moviment" i va fer que els temes de "alliberament de la dona" i els estàndards de bellesa es discutissin a nivell nacional."
"No més Miss Amèrica! Deu punts de protesta" es va incloure en l'antologia de 1970 Sisterhood is Powerful: An Anthology of Writings From The Women's Liberation Movement,editada per Robin Morgan.